# قلعة رستورمل
تقع قلعة رستورمل (Restormel Castle) على نهر فاوي Fowey قرب لوستويزيل في مقاطعة كورنوال في المملكة المتحدة. وهي واحدة من أهم أربع قلاع النورمان في كورنوال. تمتاز هذه القلعة بشكلها الدائري الكامل. وقد كانت مسكنا لإيرل كورنوال ولكن القلعة دمرت خلال سنوات الحرب الأهلية الإنكليزية.